# Jeimy Osorio
Jeirmarie Osorio Rivera (Ponce, Puerto Rico; 22 de diciembre de 1988), conocida artísticamente como Jeimy Osorio, es una actriz y cantante puertorriqueña. Ha participado en diversas telenovelas para diferentes empresas y es más conocida por haber interpretado a Celia Cruz en la telenovela colombiana Celia.

## Biografía
Jeirmarie Osorio Rivera nació en Ponce, Puerto Rico en 1988. Salió de su país para desarrollarse como actriz en los Estados Unidos. Su primera intervención fue en la película Fast Five de 2011, donde interpretó a Rosa, junto a Vin Diesel y Paul Walker.
Ese mismo año, fue contratada por la empresa Telemundo, para participar en la telenovela Una maid en Manhattan, donde interpretó a Tania Taylor, junto a Litzy, Eugenio Siller, Vanessa Villela, entre otros.
En el 2012, fue contratada por la empresa Televisa para realizar un papel estelar en la telenovela Porque el amor manda, en la cual personificó a Jessica, una secretaria. Compartió elenco con Blanca Soto, Fernando Colunga, Erick Elías, Claudia Álvarez, entre otros.
En el 2013, participó en la telenovela Santa diabla, interpretando a Mara. Actuó al lado de Gaby Espino, Carlos Ponce, Aarón Díaz, Ximena Duque, entre muchos más.
En el 2015, obtuvo su primer rol protagónico interpretando a Celia Cruz, en su etapa joven, en la telenovela Celia; compartiendo elenco con Modesto Lacen, Carolina Gaitán, Aida Bossa, Margoth Velásquez, Moisés Angulo, entre otros.
Jeirmarie también se dedica a la música, habiendo participado en diferentes festivales y eventos, interpretando canciones del género salsa. Jeimy, actualmente, trabaja en su primer álbum musical. Pero ya tiene lanzados dos sencillos: "Despacio" y “Quizás”, de estilo alternativo, que ya cuentan con videoclips. En ambos, contó con la colaboración del músico Adrián J. Portia, quien toca el instrumento handpan.

## Filmografía

### Televisión
| Año       | Título                   | Personaje                                                    |
| --------- | ------------------------ | ------------------------------------------------------------ |
| 2025      | Velvet: el nuevo imperio | Luisa Ortiz                                                  |
| 2022      | A grito herido           | Paloma                                                       |
| 2022      | Armas de mujer           | Esmeralda                                                    |
| 2021      | La suerte de Loli        | Karen Sandoval Noriega                                       |
| 2020      | One Day at a Time        | Melba                                                        |
| 2019      | Betty en NY              | Mariana González                                             |
| 2018      | Jane the Virgin          | Enfermera                                                    |
| 2015-2016 | Celia                    | Úrsula Hilaria Celia Caridad Cruz Alfonso / Celia Cruz joven |
| 2013-2014 | Santa diabla             | Mara Lozano                                                  |
| 2012-2013 | Porque el amor manda     | Jéssica Reyes                                                |
| 2011-2012 | Una maid en Manhattan    | Tania Taylor                                                 |

### Cine
| Año  | Película              | Personaje     |
| ---- | --------------------- | ------------- |
| 2018 | Make Love Great Again | Agente Walker |
| 2011 | Fast Five             | Rosa          |

### Teatro
| Año  | Obra de teatro                | Personaje |
| ---- | ----------------------------- | --------- |
| 2010 | Barrio arriba, barrio abajo   | Lolita    |
| 2009 | High School Musical on Stage! | Taylor    |
| 2008 | Hairspray                     | Dynamite  |

### Otros papeles
- Zona (Telemundo)
- La historia de tu vida